# Isaac Varian
Isaac Leggett Varian (New York, 25 giugno 1793 – Peekskill, 10 agosto 1864) è stato un politico statunitense, 63° sindaco di New York.